# Gary Paterson

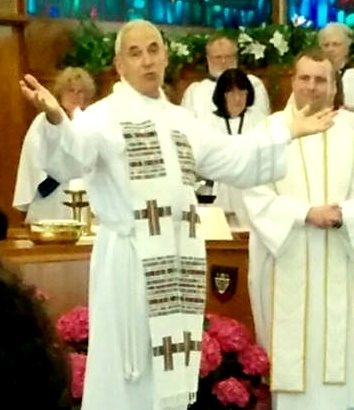
Gary Paterson

Gary Paterson (* 1949 in Whitehorse, Yukon) war der Moderator der United Church of Canada.

## Leben
Paterson studierte englische Literatur und Theologie in Boston und an der Vancouver School of Theology. 1977 wurde er zum Geistlichen in der United Church of Canada ordiniert. Er war vorwiegend im Raum Vancouver tätig. 
Vom 18. August 2012 bis 2015 war Paterson Nachfolger von Mardi Tindal im Amt des Moderators der United Church of Canada. Ihm folgte im Amt Jordan Cantwell. 
Paterson führt eine gleichgeschlechtliche Ehe mit dem kanadischen Pastor und Politiker Tim Stevenson. Aus einer ersten Ehe hat Paterson drei Kinder.

## Preise und Auszeichnungen (Auswahl)
- 2012: Ehrendoktor der Vancouver School of Theology (University of British Columbia)